# شيرلي ماير
شيرلي ماير هي كاتبة خيال علمي كندية، ولدت في 1960.